# For the Masses
For the Masses (в переводе с англ. — «Для масс») — трибьют-альбом, состоящий из песен группы Depeche Mode, написанных Мартином Гором и исполненных разными исполнителями. Вышел 4 августа 1998 года в США на лейбле 1500 Records. Альбом попал в американский чарт Billboard 200 и в двадцатку лучших в национальном альбомном чарте Германии, благодаря чему считается лучшим трибьютом этой группе за всё время.

## Об альбоме
Проект был запущен участником группы God Lives Underwater Дэвидом Рейлли в сотрудничестве с менеджером God Lives Underwater Гэри Ричардсом и Филипом Блэйном из лейбла 1500 Records (так назывался лейбл A&M Records до 2001 года) и привлёк широкий спектр артистов и групп, таких как The Cure, The Smashing Pumpkins, Deftones, Rammstein и Meat Beat Manifesto. Nine Inch Nails, Мэрилин Мэнсон и Foo Fighters также хотели сделать записи, но график работы не позволил им принять участие в проекте. Мэнсон, желавший записать кавер-версию песни «Personal Jesus», осуществил это намерение позже в своём альбоме лучших хитов Lest We Forget: The Best Of, вышедшем в 2004 году.
Название трибьюта заимствовано из названия альбома 1987 года Music for the Masses, его обложка также содержит отсылку к этому альбому — изображение уличных громкоговорителей. Фотографии для обложки и буклета были сделаны Мартином Эткинсом, оформившим некоторые из ранних релизов группы, в том числе и альбом Music for the Masses, и снявшим для группы два видеоклипа.
Версия песни «Never Let Me Down Again», исполненная группой The Smashing Pumpkins, впервые появилась в качестве би-сайда к их синглу 1994 года «Rocket».
Rammstein выпустили свою версию песни «Stripped» также в качестве сингла. На песню режиссёром Филипом Штольцем был снят видеоклип со спорным сюжетом, содержащий отрывки из пропагандистского документального фильма 1936 года «Олимпия», повествующего об Олимпийских играх 1936 года, проводившихся в Берлине, в то время — в нацистской Германии. Сингл занял 14-е место в немецком сингл-чарте.
Билли Корган из The Smashing Pumpkins исполнил песню «Never Let Me Down Again» вместе с Depeche Mode на ежегодном концерте KROQ Acoustic Christmas в 1998 году.
«World in My Eyes» в исполнении The Cure также появилась на четвёртом диске их бокс-сета Join the Dots, вышедшего в 2004 году.

## Список композиций
Слова и музыка всех песен — написаны Мартином Гором.
| №                   | Название                                               | Исполнитель           | Длительность |
| ------------------- | ------------------------------------------------------ | --------------------- | ------------ |
| 1.                  | «Never Let Me Down Again» (Music for the Masses, 1987) | The Smashing Pumpkins | 4:01         |
| 2.                  | «Fly on the Windscreen» (Black Celebration, 1986)      | God Lives Underwater  | 5:22         |
| 3.                  | «Enjoy the Silence» (Violator, 1990)                   | Failure               | 4:20         |
| 4.                  | «World in My Eyes» (Violator, 1990)                    | The Cure              | 4:51         |
| 5.                  | «Policy of Truth» (Violator, 1990)                     | Dishwalla             | 3:45         |
| 6.                  | «Somebody» (Some Great Reward, 1984)                   | Veruca Salt           | 4:05         |
| 7.                  | «Everything Counts» (Construction Time Again, 1983)    | Meat Beat Manifesto   | 5:24         |
| 8.                  | «Shake the Disease» (The Singles 81→85, 1985)          | Hooverphonic          | 3:59         |
| 9.                  | «Master and Servant» (Some Great Reward, 1984)         | Locust                | 3:40         |
| 10.                 | «Shame» (Construction Time Again, 1983)                | Self                  | 4:12         |
| 11.                 | «Black Celebration» (Black Celebration, 1986)          | Monster Magnet        | 4:16         |
| 12.                 | «Waiting for the Night» (Violator, 1990)               | Rabbit in the Moon    | 7:34         |
| 13.                 | «I Feel You» (Songs of Faith and Devotion, 1993)       | Apollo Four Forty     | 5:21         |
| 14.                 | «Monument» (A Broken Frame, 1982)                      | GusGus                | 5:21         |
| 15.                 | «To Have and to Hold» (Music for the Masses, 1987)     | Deftones              | 2:53         |
| 16.                 | «Stripped» (Black Celebration, 1986)                   | Rammstein             | 4:44         |
| Общая длительность: | Общая длительность:                                    | Общая длительность:   | 73:48        |

## Чарты
| Чарт (1998)       | Позиция |
| ----------------- | ------- |
| Media Control AG  | 11      |
| Sverigetopplistan | 30      |
| Billboard 200     | 69      |